# Nanjing Steel
Nanjing Steel (ook wel NISCO, Chinees: 南京南钢钢铁联合有限公司) is een groot Chinees staalbedrijf in de provincie Jiangsu. In 2020 produceerde het ruim 11,5 miljoen ton ruwstaal en behoorde daarmee tot de grotere staalproducenten in de wereld. In 2022 werd het overgenomen door de Shagang Group.

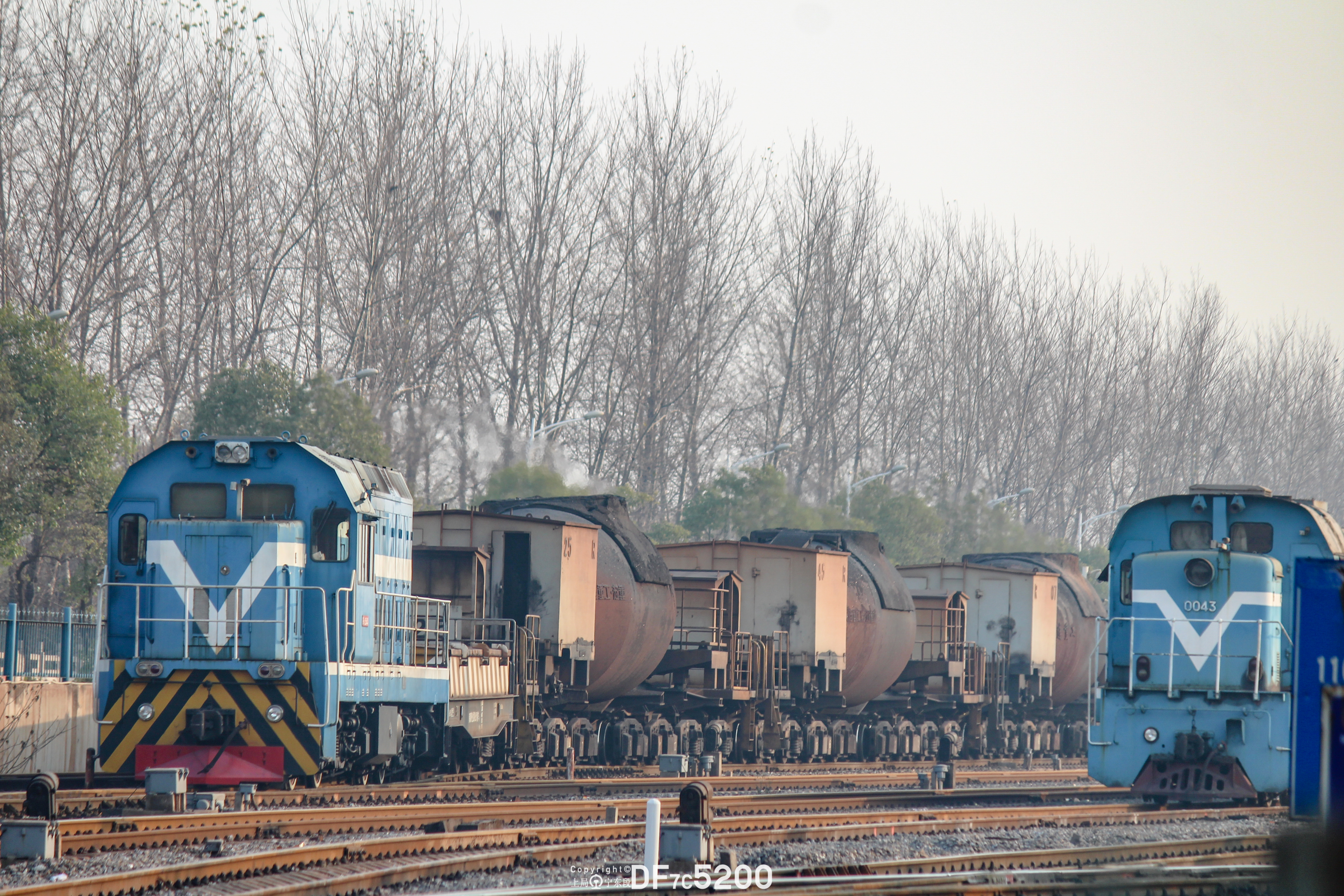
Een trein met torpedowagons van Nanjing Steel, december 2018.

## Activiteiten
De groep bezit een eigen ijzerertsmijnbouwbedrijf dat deels in de eigen behoefte voorziet. Nanjing Steel heeft een grote geïntegreerde staalfabriek in Nanjing, aan de Yangtze-rivier. Het complex omvat een cokesfabriek, sinterfabriek, hoogovens, converters en walserijen. De ruwstaalcapaciteit van deze fabriek bedraagt zo'n 10 miljoen ton op jaarbasis.
Het is een grote producent van staalplaten waarmee onder meer onderdelen voor bouwmachines en spoorwegmaterieel, buizen voor pijpleidingen, schepen, torengebouwen en infrastructuurwerken worden gebouwd. Het produceert ook walsdraad en rollen bandstaal.
Nanjing Steel maakt verder corrosiebestendig en roestvast staal. De groep heeft ook een onderdeel, Anhui Jinyuan Composite Materials, dat composietmetalen platen ontwikkeld en produceert.
De groep verkoopt zijn staalproducten buiten China in Zuidoost-Azië, India, het Midden-Oosten en Europa.

## Geschiedenis
Nanjing Steel werd in 1958 opgericht als onderdeel van het Tweede Vijfjarenplan. In 1996 werd het gereorganiseerd tot de Nanjing Iron & Steel Group. In maart 1999 werd het staalbedrijf hiervan een dochteronderneming. In september 2000 werd een minderheidsbelang in die dochteronderneming op de Beurs van Shanghai genoteerd.
In april 2003 werd de groep opnieuw hervormd en met een investering van Fosun International werd Nanjing Iron & Steel United gevormd. Nanjing Steel United werd in 2010 hoofdaandeelhouder van het staalbedrijf. Anno 2021 bezat het net geen 57 procent van de aandelen. Fosun International bezat dan weer 60 procent van de aandelen in Nanjing Steel United.
In 2020 kondigde Nanjing Steel de bouw van een grote cokesfabriek in Indonesië aan. Dat land ligt dichter bij Australië, waar de meeste steenkool vandaan komt.
In oktober 2022 verkocht Fosun International zijn belang in Nanjing Steel United aan staalreus Shagang Group, die daardoor op Baowu na China's grootste staalgroep werd.